# Seznam postav seriálu Zlatá sedmdesátá
Toto je seznam postav seriálu Zlatá sedmdesátá. Všechny postavy jsou fiktivní, žádná není vytvořena podle skutečných osob.
Upozornění: V popisu jednotlivých postav může být zmíněna i část děje, čímž by se mohl prozradit příběh seriálu.

## Hlavní postavy

### Eric Forman(Topher Grace)
Eric Albert Forman [erik albert formen] (* 5. března 1960) je hlavním hrdinou seriálu. Ztvárnil ho herec Topher Grace (ve vzpomínkách ho jako třináctiletého ztvárnil Broc Benedict, v sedmi letech Brett Buford). Přátelé ho nejčastěji oslovují Ericu a nebo Formane. Jeho otec ho nenazve jinak než „blboune“. Jeho tvůrcem je Mark Brazill, který vymyslel i většinu děje a postav seriálu pro dospívající. Většina děje se odehrává ve fiktivním městečku Point Place ve Wisconsinu, u něj doma, především v suterénu (ve sklepě).

### Laurie Formanová(Lisa Robin Kelly, Christina Moore)
Laurie Forman [lórí formen] (* 1956) je Ericova krásná, ale zákeřná sestra. Hráli ji 1.-5. sérii Lisa Robin Kelly, v 6.-8. sérii Christina Moore. Na začátku seriálu jí bylo čerstvě 20 let a byla vyhozena z Wisconsinské univerzity. Vrátila se zpátky domů k rodičům a dlouho před nimi tajila, jak to ve skutečnosti se školou je (později ji Eric prozradil, když na něj taky donášela). Neustále Erica provokovala a snažila se manipulovat s rodiči, aby nikdy vina nepadla na ni. Často sváděla Ericova kamaráda Michaela Kelsa, který však chodil s Jackie. Nakonec Jackie několikrát s Laurie podvedl, což později způsobilo rozpad vztahu. Sama často střídala kluky a matka Kitty si myslela, že jen nechce jít do vztahu a že si chce nezávazně užívat. V 5. sérii se vdala za Feze, aby mohl dál zůstat v Americe, po získání amerického občanství se rozvedli. V 7. sérii se odstěhovala do Kanady a v seriálu se už nikdy neobjevila.

### Kitty Formanová(Debra Jo Rupp)
Kathrine Ann "Kitty" Forman [ketrin en kity formen] (rozená Sigurdson) je matkou hlavního hrdiny Erica Formana a manželkou Reda Formana. Kromě Erica má ještě dceru Laurie Formanovou. Pracovala jako zdravotní sestra v nemocnici, později byla jen ženou v domácnosti. Je velmi starostlivou matkou a oběma dětem vyjde téměř ve všem vstříc. Ztvárnila ji herečka Debra Jo Rupp. Vyskytuje se ve všech epizodách osmi sériích seriálu.

### Red Forman(Kurtwood Smith)
Reginald Albert Forman [redžinald albert formen]  (* 7. prosince 1927) je otec Erica a Laurie a manžel Kitty. Je velmi přísný a zapšklý, doslova zasedlý na Erica. Výrazně nadržuje Laurie, protože dokáže manipulovat s lidmi a tak vždy udělá blbce z Erica a ten si všechno odnese, i když vše zavinila Laurie. Je vysloužilý veterán z Korejské války, což je nejspíš příčina jeho chování. Nesnáší, když se „cizí děcka“ toulají po jeho domě. Na druhou stranu někdy nečekaně překvapí tím, jak radí Ericovi ve vztahu a pomáhá mu z potíží. Ztvárnil ho herec Kurtwood Smith a vyskytuje se ve všech epizodách seriálu.

### Donna Pinciottiová(Laura Prepon)
Donna Marie Pinciotti [dona marí pincioty] (* 13. února 1960) je přítelkyní hlavního hrdiny Erica Formana. Když se s Ericem poprvé rozešla, chodila s Caseym Kelsem, bratrem Michaela Kelsa. V poslední sérii chvíli chodila s Rendym, když byl Eric v Africe, ale po jeho návratu na Silvestra roku 1979 se vrátil a dali se znovu dohromady. Ztvárnila ji herečka Laura Prepon (ve vzpomínkách si ji jako třináctiletou zahrála Nina Jefferies, jako sedmiletou Liliana Mumy). Jejími rodiči jsou Bob Pinciotti a Midge Pinciotti. Má mladší sestru Valerii a starší sestru Tinu. Má tetu Jenny. Vyskytuje se ve všech osmi sériích.

### Midge Pinciottiová(Tanya Roberts)
Midge Marie Pinciotti [midž marí pincioty] je krásná sousedka Formanových, nejlepší kamarádka Kitty a matka Donny a její mladší sestry Tiny, která se v seriálu nevyskytuje. Jejím manželem je Bob Pinciotti. Ztvárnila ji herečka Tanya Roberts. Vyskytuje se v 1.-3. sérii, poté se jen párkrát objevila, když se rozváděla s Bobem a opět se pravidelně objevovala v 6.-7. sérii, když se k Bobovi vrátila.

### Bob Pinciotti(Don Stark)
Robert Pinciotti je otec Donny a manžel (později exmanžel) Midge. Stejně jako Midge působí dost natvrdle. Ve 3. sérii se s ním Midge rozvedla kvůli různým neshodám a hádkám. Bob zůstal v Point Place společně s Donnou a ona se odstěhovala. Mezitím měl Bob pár přítelkyň, například Pam Burghart, matku Jackie. V 7. sérii se Midge vrátila a dali se znovu spolu dohromady.

### Steven Hyde(Danny Masterson)
Steven James Hyde III. [stývn džejms hájd], svými přáteli zvaný jen Hyde je jeden z členů party, co se schází u Formanových ve sklepě. Jeho otec jeho matku opustil a Steven žil jen s ní ve skoro zbořeném domě. Později ho i máma opustila a Steven šel bydlet k Formanovým, kteří si ho později adoptovali, čímž se z něj stal Ericův nevlastní bratr. Poté, co se Jackie s Michaelem rozešla chodil s Jackie on. Ta se s ním rozešla, když se oženil se striptérkou v Las Vegas. Pracoval ve fotolabu společně se starým hippiesákem jménem Leo. Ztvárnil ho herec Danny Masterson. 

### Jackie Burkhartová(Mila Kunis)
Jacqueline Beulah Burkhart [džeklin bjúlah burghart] (* 1961) původně nebyla členem party. Přivedl ji tam s sebou Michael Kelso, její přítel. Původně nebyla v partě vítaná a ostatní ji neměli rádi, později však do party zapadla a scházela se s nimi, i když se s Michaelem rozešla. Michael ji podvedl s Ericovou sestrou Laurie, kvůli čemuž se s ním rozešla. Později chodila s Hydem, který však taky podvedl a navíc se oženil se striptérkou.

### Pam Burkhartová(Eve Plumb, Brooke Shields)
Pamela "Pam" Burkhart [pamela pem burghart] je matka Jackie. V první sérii ji ztvárnila herečka Eve Plumb, v páté sérii ji ztvárnila Brooke Shields. Chodila s otcem Donny, s Bobem Pinciottim. Nijak významná však v seriálu nebyla a moc se v seriálu neobjevovala.

### Michael Kelso(Ashton Kutcher)
Michael Christopher Kelso [majkl kristofr kelzo] (* 1959), svými přáteli nazýván jen Kelso je jeden z party, co se schází u Erica ve sklepě. Na začátku chodil s Jackie, kterou časem podváděl s Laurie Formanovou, s kterou chodil poté. Během 4. série se dali znovu dohromady, ale dlouho to nevydrželo a Jackie začala chodit s Hydem. Byl asi nejvíc natvrdlý z party, nic nepochopil napoprvé a myslel si o sobě (stejně jako Jackie), že je nejkrásnější na světě. Ztvárnil ho herec Ashton Kutcher, ve vzpomínkách jako sedmiletého ho hrál Joey Hiott, jako třináctiletého Ethan Peck. 

### Fez(Wilmer Valderrama)
Fez (* 4. srpna 1960) je výměnný student, který je v Point Place kvůli studiu, které v jeho zemi nebylo k dispozici. De facto nikdy nebylo řečeno, odkud Fez vlastně pochází. Ze začátku seriálu měl silný přízvuk a neříkal všechna slova správně, později gramatiku uměl, ale pořád se jeho silný přízvuk nevytratil. Do party ho přivedl Kelso a Eric. Býval terčem posměchu; ze začátku to nechápal, protože příliš anglicky neuměl, ale později si sám ze sebe dělal srandu, čímž perfektně zapadl do party. Měl problém sehnat si holku a když už si nějakou našel, tak byla velmi zvláštní a nebo ho chtěla jen využívat. Mezi nejvtipnější úlovky patří „Velká Rhonda“. Ztvárnil ho herec Wilmer Valderrama. 

### Randy Pearson(Josh Meyers)
Randy Pearson [rendy pírsn] je nejnovější člen party, který přišel až v závěrečné sérii, tedy v roce 1979. Randy je gentleman, slušný k holkám a záleží mu hodně na vzhledu. Velmi dobře vycházel s Redem, protože byl slušný a s čímkoliv mu bez keců pomohl. Všichni kromě Feze souhlasili, aby vstoupil do jejich kroužku. Nejen v partě nahradil Ericovo místo – začal chodit s Donnou. Nakonec se však rozešli a Donna se vrátila k Ericovi, když se vrátil z Afriky. Ztvárnil ho herec Josh Meyers.

### Pam Macyová(Jennifer Lyons)
Pamela Macy [pamela mejsi] je spolužačka lidí z party. Byla zmíněna ve více epizodách, než v kterých hrála. Byla pouze ve 3 epizodách – Školní ples, Romantický víkend a To je ale skvělý život. V epizodě Školní ples s ní byl Kelso na plese, když se pohádal s Jackie. V epizodě romantický víkend se s ní chtěl Kelso vyspat, ale sešlo z toho a všem říkal pravý opak. Pam pak byla naštvaná, že je škola plná tupců, když všichni věří Kelsovi.

### Bernice Rose Formanová(Marion Ross)
Bernice Rose Forman [bernys rous formen], rozená Larson (* 16. září 1904 – 22. ledna 1977) je Redova matka, babička Erica. Bernice moc dobře nevycházela s Redovou ženou Kitty, neustále ji ponižovala a kritizovala. Když si Red Kitty bral, začala ji nenávidět ještě víc. Objevila se v epizodách 1. série – Mizerná neděle, Vánoce a Babiččina smrt. Ještě jednou a naposledy se objevila v epizodě Halloween v 2. sérii. V epizodě Babiččina smrt zemřela v Ericově autě, když ji vezl domů z návštěvy u Formanových. Ztvárnila ji herečka Marion Ross.

### Caroline Dupree(Allison Munn)
Caroline Dupree [kerolajn daprí], často zvaná Bláznivá Caroline, byla Fezova holka ve 3. sérii. Velmi rychle začala být žárlivá a paranoidní. Když Donna s Jackie zjistily, že se Fezovi Caroline líbí, promluvily si s ní a zjistily, že se jí Fez taky líbí. Caroline byla příliš agresivní a Fez nikoho agresivního nechtěl, proto se s ní rozešel. Dali se znovu dohromady v 8. sérii.